# غريبة غربية (دير الزور)
غريبة غربية قرية سورية تتبع ناحية صور في منطقة مركز دير الزور في محافظة دير الزور. بلغ عدد سكانها 771 نسمة في عام 2004 حسب إحصاء المكتب المركزي للإحصاء.